# Eucyclops ruttneri
Eucyclops ruttneri – gatunek widłonoga z rodziny Cyclopidae, nazwa naukowa gatunku została po raz pierwszy opublikowana w 1933 roku przez niemieckiego zoologa Friedricha Kiefera.